# Andy Weir
Andy Weir (Davis, Califòrnia, Estats Units, 16 de juny de 1972) és un escriptor de ciència-ficció i enginyer informàtic nord-americà, conegut internacionalment per la seva primera novel·la, The Martian.

## Biografia i obra
Weir va néixer i es va criar a Califòrnia. Als 15 anys va començar a treballar com a programador per al Laboratori Nacional Sandia, va estudiar Informàtica a la Universitat de Califòrnia a Sant Diego i va treballar com a programador per AOL i Blizzard, on va col·laborar en Warcraft II.
Va començar a escriure als 20 anys i va publicar a la seva pàgina web. El seu primer treball destacat va ser el conte curt titulat L'ou, adaptat per a YouTube.
La seva primera novel·la, The Martian, és una obra científicament molt acurada sobre Mart. Es va publicar inicialment a la seva pàgina web, després a Amazon per 99 centaus, on va entrar a la llista dels més venuts i, finalment, va ser editat per l'Editorial Crown, arribant a ser el número 12 de la llista de best sellers del New York Times.
El 2 d'octubre de 2015 es va estrenar l'adaptació de la novel·la al cinema en el mercat americà, amb el mateix títol, The Martian, dirigida per Ridley Scott i escrita per Drew Goddard i protagonitzada per Matt Damon.